# (774) Armor
(774) Armor es un asteroide perteneciente al cinturón de asteroides descubierto por Charles le Morvan el 19 de diciembre de 1913 desde el observatorio de París, Francia.

## Designación y nombre
Armor recibió inicialmente la designación de 1913 TW.
Más tarde se nombró por la antigua región gala de Armórica.

## Características orbitales
Armor orbita a una distancia media del Sol de 3,045 ua, pudiendo alejarse hasta 3,562 ua. Su inclinación orbital es 5,562° y la excentricidad 0,1699. Emplea 1941 días en completar una órbita alrededor del Sol.